# Де Вис, Чарлз Уолтер
Чарлз Уолтер де Вис (англ. Charles Walter De Vis, 1829—1915) — английский биолог, орнитолог, герпетолог, ботаник. Один из основателей Королевского общества Квинсленда (его президент в 1888—1889 годах) и Королевского Австралийского орнитологического союза, в котором был вице-президентом. Описал более пятисот новых вымерших и живых видов. Вид змей, Denisonia devisi, назван в его честь.
Де Вис получил сан диакона в 1851 году, а в 1853 году был назначен ректором Сент-Джонс, Брекон, Уэльс, но живой интерес к естественной истории привёл к тому, что он стал хранителем Музея Королевского парка (Рочдейл, Большой Манчестер). Там он написал свои первые научные работы и присоединился к антропологическому обществу.
Де Вис покинул Англию в июне 1870 года и отправился в Квинсленд.
Де Вис был неутомимым писателем и работником естественных наук, особенно в области палеонтологии и систематической зоологии позвоночных. Несмотря на небольшой штат сотрудников и ограниченный бюджет, де Вис пополнил коллекцию, классификацию и изображения. Он также создал прекрасную справочную библиотеку. Начал летопись музея Квинсленда, где внимание также было уделено этнологическим и биологическим продуктам Новой Гвинеи, откуда его друг, Уильям МакГрегор, прислал большое количество материала.